# Mareuil-la-Motte
Mareuil-la-Motte is een gemeente in het Franse departement Oise (regio Hauts-de-France) en telt 604 inwoners (2004). De plaats maakt deel uit van het arrondissement Compiègne.

## Geografie
De oppervlakte van Mareuil-la-Motte bedraagt 9,2 km², de bevolkingsdichtheid is 65,7 inwoners per km².
De onderstaande kaart toont de ligging van Mareuil-la-Motte met de belangrijkste infrastructuur en aangrenzende gemeenten.

## Demografie
Onderstaande figuur toont het verloop van het inwonertal (bron: INSEE-tellingen).